# 社会民主党 (ルーマニア)
社会民主党（しゃかいみんしゅとう、ルーマニア語: Partidul Social Democrat; PSD）は、ルーマニアの中道左派、社会民主主義政党。ルーマニア革命の際に結成された救国戦線評議会の後継のひとつ。社会主義インターナショナル加盟。

## 概要
社会民主主義を標榜しているが、実際はニコラエ・チャウシェスク政権に仕えた政治家や閣僚の関係者であり、“腐敗政治家、ビジネスマンの寄せ集め集団”とも言われる。
汚職の蔓延が問題となっている。ヴィクトル・ポンタ元首相が汚職の疑いで捜査を受けたほか、元党首のリヴィウ・ドラグネアも選挙不正の疑いで有罪判決を受けた。さらに、2017年2月、20万ルーマニア・レウ(約540万円)以下の汚職行為は罪に問わないという法令が当党主体の内閣より出されたが、大規模な反政府デモを引き起こす事態となり撤回された。一方、これらの不祥事にもかかわらず2017年5月の時点で党の支持率は41％ある。

## 関係者
- ニコラエ・ヴァカロイウ
- イオン・イリエスク
- アドリアン・ナスタセ